# John McDonald
John McDonald, född 28 maj 1965, är en kanadensisk bågskytt. Han deltog vid olympiska sommarspelen 1988.